# Constel·lació del Sextant
El Sextant (Sextans) és una constel·lació de l'hemisferi sud, es troba entre les constel·lacions del Lleó, la de la Copa i la de l'Hidra Femella. Conté 38 estels visibles a ull nu i l'astre més brillant és α Sextantis, amb una magnitud aparent de +4,48.

## Característiques destacables

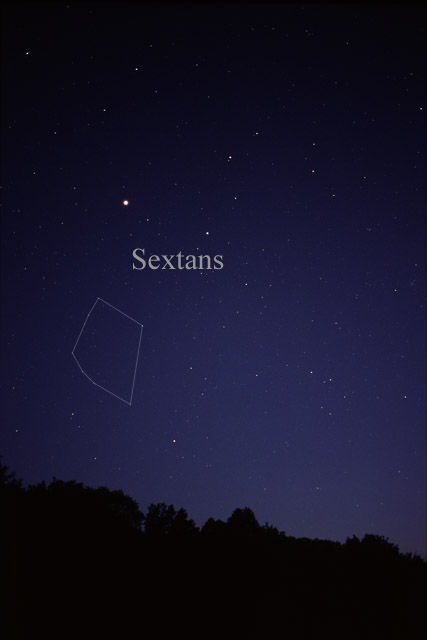
Constel·lació de Sextans

Sextans ocupa una regió del cel relativament fosca, amb només una estrella per sobre de la cinquena magnitud, α Sextantis, una gegant blanca de tipus espectral A0III amb una lluminositat equivalent a la de 90 sols.
El segueix en brillant γ Sextantis, estrella binària les components del qual són dos estrelles blanques de la seqüència principal de tipus A1V i A3V bastant semblants. El període orbital d'aquest sistema és de més de 77 anys.
β Sextantis i δ Sextantis són estrelles blanc-blaves. La primera té tipus espectral B5IV/V i una temperatura efectiva de 14.570 K, mentre que la segona, encara a la seqüència principal, té tipus B9V i una temperatura de 10.900 K.
Entre les variables de la constel·lació es troba Y Sextantis, una binària de contacte de tipus espectral F5-F6. En aquest tipus de binàries properes les dues estrelles estan tan properes que comparteixen les seves capes exteriors de gas, encara que en el cas de Y Sextantis el contacte és només marginal. La seva brillantor fluctua entre magnitud aparent +9,83 i +10,21 al llarg del seu període orbital de 0,4198 dies (10,075 hores).
De diferent índole és RW Sextantis, una variable cataclísmica relativament brillant amb un període orbital encara més curt, 0,26937 dies.
A Sextans hi ha diverses estrelles amb planetes extrasolars. 24 Sextantis és una subgegant taronja de tipus K1IV al voltant del qual orbiten dos exoplanetas a una distància de 1,33 i 2,08 Unitat astronòmica de l'estrella.
Bibha, nom oficial de HD 86081, és un anàleg solar amb un planeta almenys 1,48 vegades més massiu que Júpiter.
Una altra estrella amb un sistema planetari és BD-08 2823, nana taronja de tipus K3V; el planeta més intern té almenys 14,4 vegades la massa de la Terra.
Gliese 393 és una nana vermella al voltant de la qual orbita un planeta —de tipus «superterra»— la massa del qual és un 70% major que la massa terrestre.
L'estrella de Sextans més propera al sistema solar, a 14,8 anys llum, és LHS 292. És una nana vermella molt tènue, de tipus espectral M6.5V, que pot ser una binària espectroscòpica.

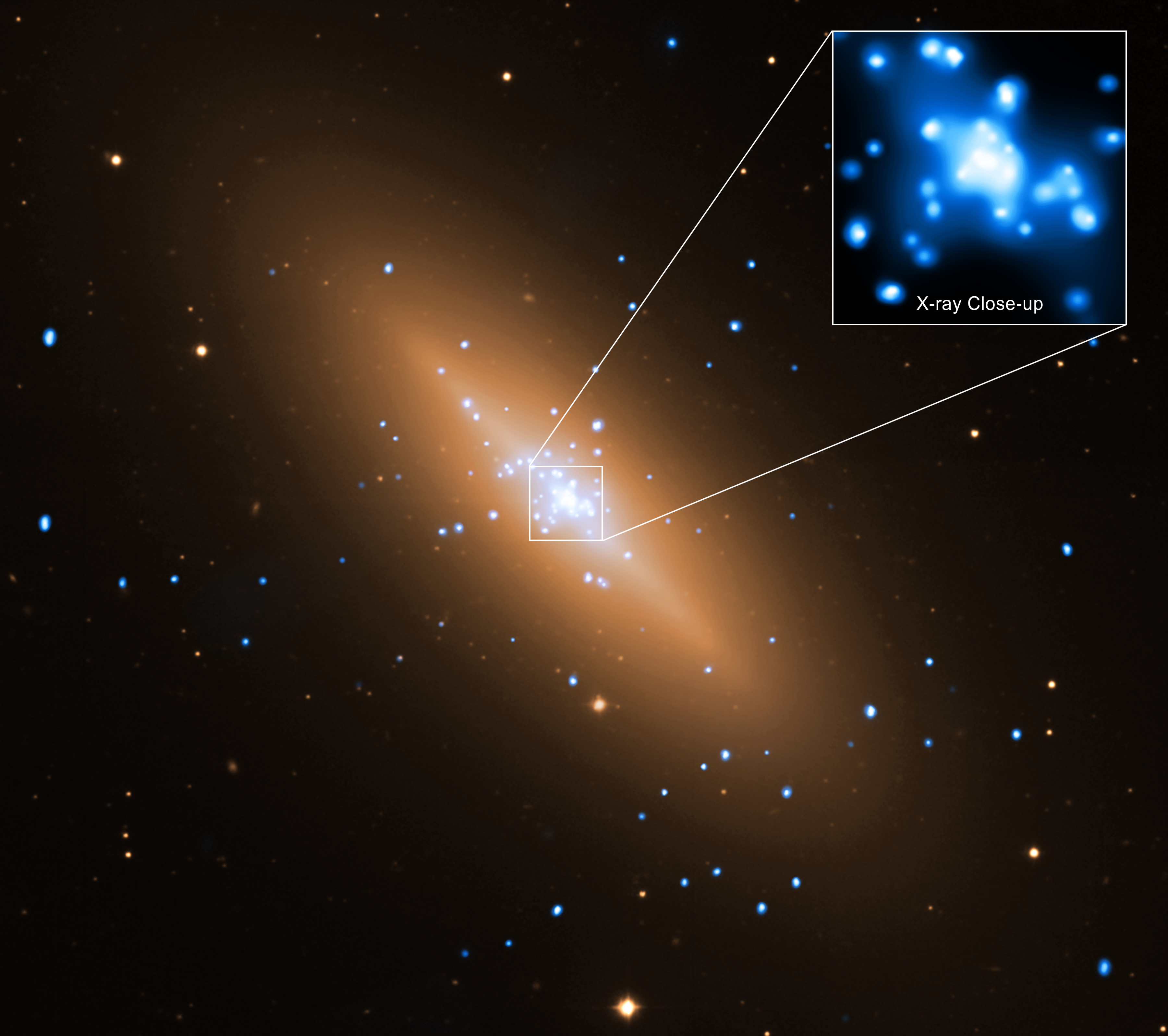
Imatge composta amb dades del Chandra i del sistema VLT

Entre els objectes de cel profund destaca NGC 3115, també anomenada galàxia de Spindle, galàxia lenticular on s'ha pogut obtenir una imatge del flux de gas calent que cau cap al forat negre supermassiu del centre galàctic.
Així mateix en aquesta constel·lació es localitzen diverses galàxies nanes, com la nana de Sextans, una galàxia nana esferoïdal satèl·lit de la Via Làctia que es troba uns 90 kiloparsecs. Altres dues galàxies més allunyades, en els límits del Grup Local, són les anomenades Sextans A i Sextans B. No se sap amb certesa si pertanyen al mateix o, al contrari, si estan just més enllà, però ambdues galàxies estan vinculades gravitacionalment entre si. A Sextans B s'han identificat cinc nebuloses planetàries, sent una de les galàxies nanes irregulars més petites on s'han trobat aquest tipus d'objectes.
El 2015 s'ha trobat evidència d'estrelles de població III a la galàxia Cosmos Redshift 7 —una de les galàxies més antigues observades amb corrent al vermell z = 6,6— ubicada a Sextans. Aquestes són estrelles que deuen haver existit en l'univers primerenc, responsables del començament de la producció dels elements químics més pesats que hidrogen i heli.

## Història
Aquesta constel·lació va ser creada per l'astrònom polonès Johannes Hevelius (1611 – 1687) a la seva obra Prodromus Astronomiae, datada el 1687 i publicada pòstumament per la seva esposa l'any 1690. Hevelius li va donar aquest nom en record del sextant que havia perdut durant l'incendi que l'any 1679 va destrui el seu observatori.

## Estels notables
La constel·lació del Sextant només conté cinc estels visibles a ull nu (α, β, γ, δ i ε) i tots ells es mouen allunyant-se de nosaltres.
α Sextantis (α Sex): és un estel gegant, de tipus espectral A0III, situat a uns 287 anys llum de la Terra i s'allunya a una velocitat de 7,1 km/s. Tot i ser el més brillant de la constel·lació, la seva magnitud aparent és només de +4,48. Aquest estel era a l'hemisferi nord, però el desembre de l'any 1923 va passar a l'hemisferi sud a causa d'una variació de l'obliqüitat de l'eclíptica de la Terra.
β Sextantis (β Sex): és un estel de la seqüència principal de tipus B6, es troba a uns 345 anys llum de la Terra i s'allunya a una velocitat de 11,6 km/s. És un estel variable de tipus α CV, la seva magnitud aparent varia entre +5,0 i +5,1.
γ Sextantis (γ Sex): és un sistema múltiple situat a uns 262 anys llum de la Terra. El 22 de febrer de 1787, William Herschel va notar que l'estel tenia un company, més tard, l'abril de 1852, Alvan Clark va poder observar que l'estel primari també era doble. La seva màxima separació entre l'estel principal i el seu company més proper es produeix cada 77,82 anys. La magnitud aparent de l'estel principal (γ Sex A) és de +5,63, la de la seva parella (γ Sex B) +6,11 i la de l'estel més allunyat (γ Sex C) +12,3, la magnitud aparent combinada és de +5,11.
δ Sextantis (δ Sex): és un estel de tipus entre B9 i B8 situat a 300 anys llums de la Terra, la seva magnitud aparent és de +5,18.
ε Sextantis (ε Sex): és un estel groc de tipus F2, entre els visibles de la constel·lació és el més tènue, amb una magnitud aparent de +5,25, i el més proper a la Terra, està situat a uns 183 anys llum.
AY Sextantis: és un sistema binari format per un estel similar al Sol i un púlsar, anomenat J1023+0038, amb una massa d'una cinquena part la del Sol, es troba a uns 4.400 anys llum de nosaltres. L'any 2013 es va observar per primer cop un fenomen de canvi de comportament sobtat d'un púlsar, el cessament de l'emissió de ràdio al mateix temps que el sistema augmentava la seva brillantor en raigs gamma cinc vegades. Els dos astres es troben tan a prop que un corrent de gas flueix de l'estel gran vers el púlsar, aquest acabarà evaporant al seu company. La ràpida rotació del púlsar i el seu intens camp magnètic són la causa de les emissions de ràdio i del vent de púlsar. Mentre l'emissió de ràdio és detectable el vent de púlsar manté el corrent de gas allunyat, però en cessar el corrent arriba al púlsar i es provoca la potent emissió gamma.

## Objectes de l'espai profund
NGC 3115: És una galàxia lenticular (S0) que es troba a uns 22 milions d'anys llum de la Terra, fou descoberta el 23 de febrer de 1787 per William Herschel., al seu centre hi ha un forat negre supermassiu.
Grup de galàxies NGC 3166: És un grup de galàxies que està lligat gravitacionalment. Està format per la galàxia lenticular barrada NGC 3166, que dona nom al grup, situada a uns 70 anys llum de la Terra, amb una magnitud aparent de +10,4. La galàxia espiral NGC 3169 de magnitud aparent +10,2 molt propera a la NGC 3166, se suposa que la proximitat modifica la forma o la massa a causa de la interacció gravitatòria. Aquestes dues galàxies tenen un nucli galàctic de tipus LINER. Les altres galàxies del grup són més fosques, NGC 3156 és una galàxia espiral de magnitud aparent +12,3 i NGC 3165 és una galàxia lenticular de magnitud aparent +13,9.
UGCA 193: És una galàxia de color blavós amb l'aparença d'una cascada. El color blau indica que els estels són calents, amb temperatures que excedeixen 6 vegades la del Sol.

### El projecte COSMOS
Atès que la constel·lació del Sextant es troba allunyada de la banda central de la nostra Via Làctia, i facilita l'observació de l'univers distant, una regió d'aquesta constel·lació va ser escollida per al projecte COSMOS (Cosmic Evolution Survey), destinat a estudiar com afecta a les galàxies les seves pròpies característiques físiques i el medi que les envolta.
COSMOS-AzTEC3: És un cúmul de galàxies descobert en el marc del projecte COSMOS. Un proto-cúmul de galàxies en creixement als inicis de l'univers, es troba a uns 12,6 bilions d'anys llum i s'estima que l'edat de l'univers és de 13,7 bilions d'anys. El seu nom fa referència al projecte COSMOS i a la càmera AzTEC utilitzada al telescopi James Clerk Maxwell.

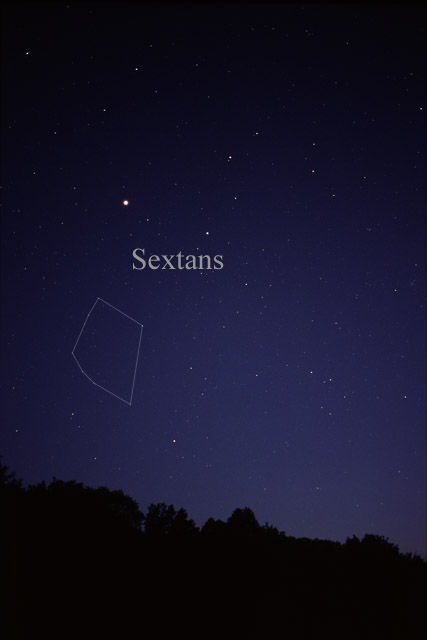
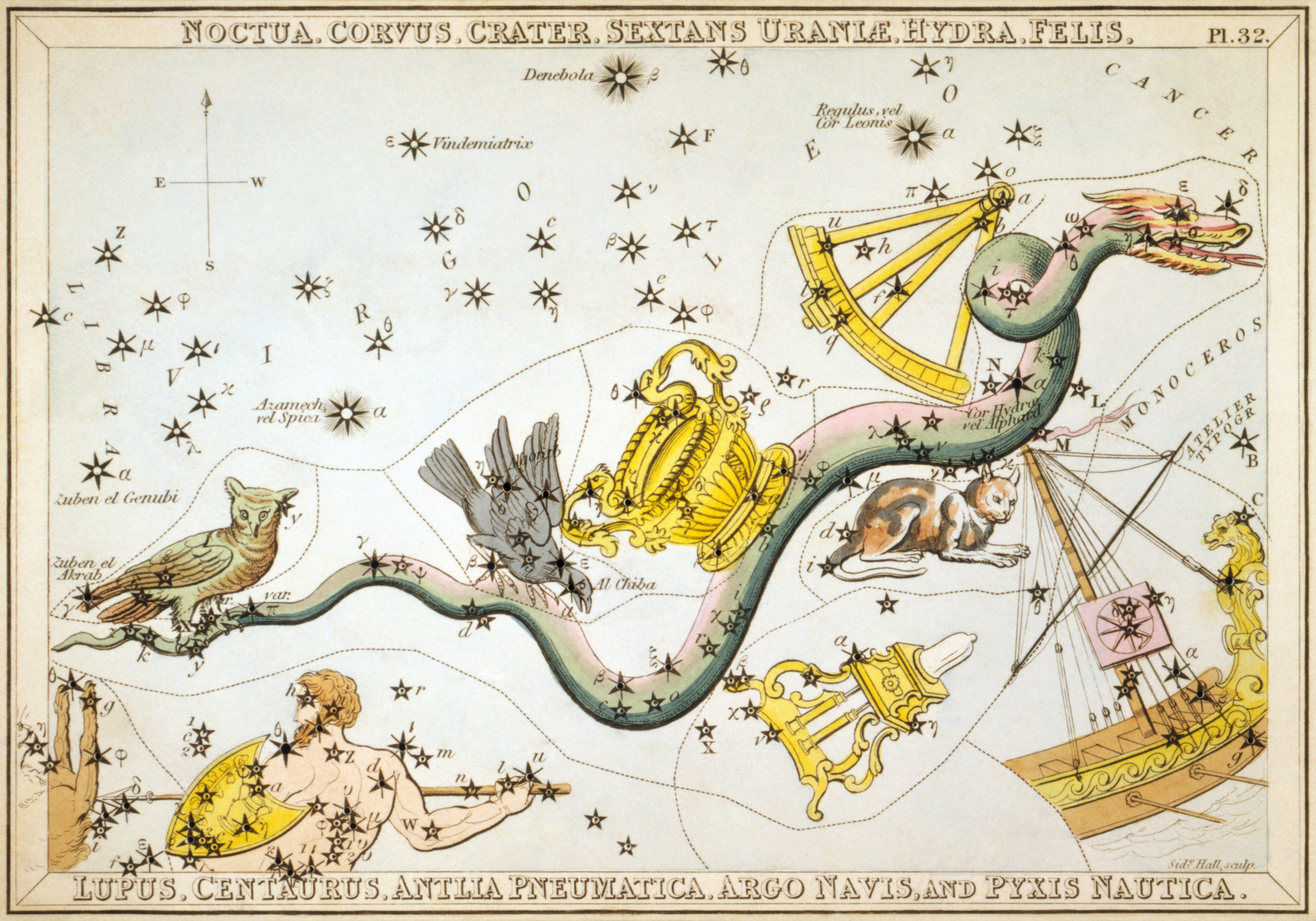